# Курт Рей
Курт Рей (нім. Kurt Rey, нар. 10 грудня 1923) — швейцарський футболіст, що грав на позиції захисника за клуб «Янг Феллоуз», а також національну збірну Швейцарії.

## Клубна кар'єра
У футболі дебютував 1949 року виступами за команду «Янг Феллоуз», кольори якої і захищав протягом усієї своєї кар'єри гравця. 

## Виступи за збірну
1950 року дебютував в офіційних матчах у складі національної збірної Швейцарії. Протягом кар'єри у національній команді провів у її формі 1 матч.
Був присутній в заявці збірної на чемпіонаті світу 1950 року у Бразилії, але на поле не виходив.